# فهرس تسجيلات تايلور سويفت
تتضمن قائمة أعمال فنانة موسيقى الريف الأمريكية تايلور سويفت، ألبوما استديو، ألبوما حي، ألبوم جامع، ألبوما أغاني مطولة، ثلاثة عشر أغنية منفردة، سبعة أغاني منفردة تسويقية، ألبوم فيديو، وأربعة عشر فيديو موسيقي. وقعت سويفت عقداً مع تسجيلات بيغ ماشين في 2005، ثم أصدرت ألبومها الأول الحامل لاسمها في السنة اللاحقة. في الولايات المتحدة، احتل تايلور سويفت المركز الخامس في بيلبورد 200، والمركز الأول في مركز سباقات ألبومات الكاونتري، كما ربح أربع أسطوانات بلاتينية. في أميركا. كان تايلور سويفت الألبوم الذي ظل في بيلبورد 200 للمدة الأطول في الألفينات. أطلق أربع أغاني منفردة من الألبوم، واحتلت جميع هذه الأغاني مركزاً في أفضل أربعين أغنية في الولايات في وقت من الأوقات، كما حصلت كل أغنية على أسطوانة بلاتينية واحدة على الأقل. أصدرت بعدها سويفت الألبوم أصوات الموسم: مجموعة تايلور سويفت للأعياد (2007) وعيون جميلة (2008).
أصدرت سويفت ألبوم الاستديو الثاني، جريئة، في 2008. حيث احتل الألبوم المركز الأول في البيلبورد 200 لمدة 11 أسبوع متتالي، وكان الألبوم الأكثر مبيعاً في عامي 2008 و2009 في الولايات المتحدة، وربح ستة أسطوانات بلاتينية. وكان أنجح إصدار لأغنية من إصدار تايلور هي «اليوم كان قصة خيالية»، التي احتلت المركز الثاني بعد إصدارها. وباعت سويفت 13 مليون نسخة من ألبوماتها في جميع أنحاء العالم.

## الألبومات

### ألبومات الاستديو
| السنة | الألبوم                                                                          | ذروة المواقع في مراكز سباقات الأغاني | ذروة المواقع في مراكز سباقات الأغاني | ذروة المواقع في مراكز سباقات الأغاني | ذروة المواقع في مراكز سباقات الأغاني | ذروة المواقع في مراكز سباقات الأغاني | ذروة المواقع في مراكز سباقات الأغاني | ذروة المواقع في مراكز سباقات الأغاني | ذروة المواقع في مراكز سباقات الأغاني | ذروة المواقع في مراكز سباقات الأغاني | ذروة المواقع في مراكز سباقات الأغاني | ذروة المواقع في مراكز سباقات الأغاني | ذروة المواقع في مراكز سباقات الأغاني | ذروة المواقع في مراكز سباقات الأغاني | الشهادات            | الشهادات            | الشهادات            |                     |
| السنة | الألبوم                                                                          | الكاونتري                            | [ 1 ]                                | الكاونتري                            | [ 8 ]                                | الكاونتري                            | [ 9 ]                                | [ 10 ]                               | [ 11 ]                               | [ 12 ]                               | سويسرا                               | إيرلندا                              | فرنسا                                | العالم                               | [ 3 ]               | [ 13 ]              | [ 14 ]              | المملكة المتحدة     |
| ----- | -------------------------------------------------------------------------------- | ------------------------------------ | ------------------------------------ | ------------------------------------ | ------------------------------------ | ------------------------------------ | ------------------------------------ | ------------------------------------ | ------------------------------------ | ------------------------------------ | ------------------------------------ | ------------------------------------ | ------------------------------------ | ------------------------------------ | ------------------- | ------------------- | ------------------- | ------------------- |
| 2006  | تايلور سويفت Taylor Swift - الإصدار: 24 أكتوبر - شركة الإنتاج: تسجيلات بيغ ماشين | 1                                    | 5                                    | 1                                    | 14                                   | 4                                    | 33                                   | —                                    | —                                    | —                                    | —                                    | —                                    | —                                    | —                                    | 4× أسطوانة بلاتينية | أسطوانة بلاتينية    | أسطوانة ذهبية       |                     |
| 2008  | جريئة Fearless - الإصدار: 11 نوفمبر - شركة الإنتاج: تسجيلات بيغ ماشين            | 1                                    | 1                                    | 1                                    | 1                                    | 1                                    | 1                                    | 5                                    | 1                                    | 5                                    | 70                                   | 7                                    | 25                                   | 1                                    | 6× أسطوانة بلاتينية | 4× أسطوانة بلاتينية | 4× أسطوانة بلاتينية |                     |
| 2010  | انطق الآن Speak Now - الإصدار: 25 أكتوبر - شركة الإنتاج: تسجيلات بيغ ماشين       | 1                                    | 1                                    |                                      | 1                                    | 1                                    |                                      | 4                                    | 1                                    | 6                                    |                                      | 6                                    | 38                                   | 1                                    | أسطوانة بلاتينية    | ×2 أسطوانة بلاتينية | أسطوانة بلاتينية    |                     |
| 2012  | ريد Red                                                                          |                                      |                                      |                                      |                                      |                                      |                                      |                                      |                                      |                                      |                                      |                                      |                                      |                                      |                     |                     |                     |                     |
| 2014  | 1989                                                                             |                                      |                                      |                                      |                                      |                                      |                                      |                                      |                                      |                                      |                                      |                                      |                                      |                                      |                     |                     |                     |                     |
| 2017  | ريبيوتيشن Reputation                                                             |                                      |                                      |                                      |                                      |                                      |                                      |                                      |                                      |                                      |                                      |                                      |                                      |                                      |                     |                     |                     |                     |
| 2019  | لوفر Lover                                                                       |                                      |                                      |                                      |                                      |                                      |                                      |                                      |                                      |                                      |                                      |                                      |                                      |                                      |                     |                     |                     |                     |
| 2020  | فولكلور Folklore                                                                 |                                      |                                      |                                      |                                      |                                      |                                      |                                      |                                      |                                      |                                      |                                      |                                      |                                      |                     |                     |                     |                     |
| 2020  | إيفرمور Evermore                                                                 |                                      |                                      |                                      |                                      |                                      |                                      |                                      |                                      |                                      |                                      |                                      |                                      |                                      |                     |                     |                     |                     |
| 2021  | فيرليس (نسخة تايلور) Fearless (Taylor's Version) معاد تسجيله لتملك حقوقه         |                                      |                                      |                                      |                                      |                                      |                                      |                                      |                                      |                                      |                                      |                                      |                                      |                                      |                     |                     |                     |                     |
| 2021  | ريد (نسخة تايلور) Red (Taylor's Version) معاد تسجيله لتملك حقوقه                 |                                      |                                      |                                      |                                      |                                      |                                      |                                      |                                      |                                      |                                      |                                      |                                      |                                      |                     |                     |                     |                     |
| 2022  | ميدنايت Midnight                                                                 | -                                    | 1                                    | -                                    | 1                                    | -                                    | 1                                    | -                                    | -                                    | 1                                    | 1                                    | 1                                    | 1                                    | 1                                    | ×2 أسطوانة بلاتينية | ×2 أسطوانة بلاتينية | ×2 أسطوانة بلاتينية | ×2 أسطوانة بلاتينية |
| 2023  | سبيك ناو (نسخة تايلور) Speak Now (Taylor's Version) معاد تسجيله لتملك حقوقه      | 1                                    | 1                                    | 1                                    | 1                                    | 1                                    | 1                                    | 2                                    | 1                                    | 1                                    | -                                    | 1                                    | 1                                    | 1                                    |                     |                     | أسطوانة ذهبية       | أسطوانة ذهبية       |
| 2023  | ١٩٨٩ (نسخة تايلور) 1989 (Taylor'sVersion) معاد تسجيله لتملك حقوقه                | -                                    | 1                                    | -                                    | 1                                    | -                                    | 1                                    | -                                    | -                                    | 1                                    | -                                    | 1                                    | 1                                    | 1                                    | أسطوانة بلاتينية    | -                   | أسطوانة بلاتينية    | أسطوانة بلاتينية    |
| 2024  | ذا توتشرد بوّت ديبارتيمنت The Tortured Poets Department                           |                                      |                                      |                                      |                                      |                                      |                                      |                                      |                                      |                                      |                                      |                                      |                                      |                                      |                     |                     |                     |                     |

### الألبومات الحية
| السنة | معلومات الألبوم                                                                          | ملاحظات |
| ----- | ---------------------------------------------------------------------------------------- | --- |
| 2007  | عدة الاتصال Connect Set - الإصدار: 30 يناير، 2007 - شركة الإنتاج: تسجيلات بيغ ماشين      | - نسخة ألبوم مطول محدودة تحوي أداءات حية لبعض أغاني تايلور سويفت.                                                    |
| 2008  | مباشر من سوهو Live from SoHo - الإصدار: 15 يناير، 2008 - شركة الإنتاج: تسجيلات بيغ ماشين | - أصدر الإي بي في يناير 2008، ويحوي اداءات حية من ألبوم تايلور سويفت، كما يحوي أداء حي لأغنية ريانا "مظلة Umbrella". |

### الألبومات المكملة
| السنة | معلومات الألبوم                                                                        | ملاحظات                                               |
| ----- | -------------------------------------------------------------------------------------- | ----------------------------------------------------- |
| 2007  | أغاني رابسودي Rhapsody Originals - الإصدار: 21 أغسطس - شركة الإنتاج: تسجيلات بيغ ماشين | - إي بي أميركي، يحوي نسخ أكوستيك لأغاني تايلور سويفت. |

### الألبومات المطولة
| السنة | معلومات الألبوم | ذروة المواقع في مراكز سباقات الأغاني | ذروة المواقع في مراكز سباقات الأغاني |
| السنة | معلومات الألبوم | [ 1 ]                                | الكاونتري                            |
| ----- | --- | ------------------------------------ | ------------------------------------ |
| 2007  | أصوات الموسم: مجموعة أغاني تايلور سويفت للأعياد Sounds of the Season: The Taylor Swift Holiday Collection - الإصدار: 14 أكتوبر - شركة الإنتاج: تسجيلات بيغ ماشين | 20                                   | 14                                   |
| 2008  | عيون جميلة Beautiful Eyes - الإصدار: 15 يوليو - شركة الإنتاج: تسجيلات بيغ ماشين                                                                                  | 9                                    | 1                                    |

## الأغاني

### الأغاني المنفردة
| السنة | الأغنية                                                                       | ذروة المواقع في مراكز سباقات الأغاني | ذروة المواقع في مراكز سباقات الأغاني | ذروة المواقع في مراكز سباقات الأغاني | ذروة المواقع في مراكز سباقات الأغاني | ذروة المواقع في مراكز سباقات الأغاني | ذروة المواقع في مراكز سباقات الأغاني | ذروة المواقع في مراكز سباقات الأغاني | ذروة المواقع في مراكز سباقات الأغاني | ذروة المواقع في مراكز سباقات الأغاني | ذروة المواقع في مراكز سباقات الأغاني | الألبوم        |  |
| السنة | الأغنية                                                                       | البيلبورد                            | الكاونتري                            | [ 9 ]                                | [ 19 ]                               | [ 20 ]                               | [ 21 ]                               | [ 11 ]                               | [ 10 ]                               | [ 22 ]                               | [ 12 ]                               | الألبوم        |  |
| ----- | ----------------------------------------------------------------------------- | ------------------------------------ | ------------------------------------ | ------------------------------------ | ------------------------------------ | ------------------------------------ | ------------------------------------ | ------------------------------------ | ------------------------------------ | ------------------------------------ | ------------------------------------ | -------------- |  |
| 2006  | "تيم مغراو Tim McGraw"                                                        | 40                                   | 6                                    | —                                    | —                                    | —                                    | —                                    | —                                    | —                                    | —                                    | —                                    | تايلور سويفت   |  |
| 2007  | "قطرات دمع على قيثارتي Teardrops on my Guitar                                 | 13                                   | 2                                    | —                                    | 45                                   | —                                    | —                                    | —                                    | —                                    | —                                    | 51                                   | تايلور سويفت   |  |
| 2007  | "أغنيتنا Our Song"                                                            | 16                                   | 1                                    | —                                    | 30                                   | —                                    | —                                    | —                                    | —                                    | —                                    | —                                    | تايلور سويفت   |  |
| 2008  | "صورة للحرق Picture to Burn"                                                  | 28                                   | 3                                    | —                                    | 48                                   | —                                    | —                                    | —                                    | —                                    | —                                    | —                                    | تايلور سويفت   |  |
| 2008  | "كان يجب أن أقول لا Should've Said No"                                        | 33                                   | 1                                    | —                                    | 67                                   | —                                    | —                                    | 18                                   | —                                    | —                                    | —                                    | تايلور سويفت   |  |
| 2008  | "قصة حب Love Story"                                                           | 4                                    | 1                                    | 1                                    | 4                                    | 16                                   | 3                                    | 3                                    | 7                                    | 10                                   | 2                                    | جريئة          |  |
| 2008  | "حصان أبيض White Horse"                                                       | 13                                   | 2                                    | 41                                   | 43                                   | —                                    | —                                    | —                                    | —                                    | —                                    | 60                                   | جريئة          |  |
| 2009  | "مكانك معي You Belong with me"                                                | 2                                    | 1                                    | 5                                    | 3                                    | 32                                   | 12                                   | 5                                    | —                                    | 47                                   | 30                                   | جريئة          |  |
| 2009  | "الخامسة عشر Fifteen"                                                         | 23                                   | 7                                    | 48                                   | 19                                   | —                                    | —                                    | —                                    | —                                    | —                                    | —                                    | جريئة          |  |
| 2009  | "اثنان أفضل من واحد Two Is Better Than One" (بويز لايك غيرلز مع تايلور سويفت) | 18                                   | —                                    | —                                    | 18                                   | —                                    | —                                    | —                                    | —                                    | —                                    | —                                    | ثمل بسبب الحب  |  |
| 2010  | "جريئة Fearless"                                                              | 9                                    | 10                                   | —                                    | 69                                   | —                                    | —                                    | —                                    | —                                    | —                                    | —                                    | جريئة          |  |
| 2010  | "نصف قلبي Half of my Heart" (جون ماير مع تايلور سويفت)                        | 25                                   | —                                    | 95                                   | 53                                   | —                                    | —                                    | —                                    | —                                    | —                                    | —                                    | Battle Studies |  |
| 2010  | "مُلكي Mine"                                                                   | 3                                    | 8                                    | 9                                    | 7                                    | —                                    | —                                    | 16                                   | —                                    | 48                                   | —                                    | انطق الآن      |  |
| 2010  | "العودة إلى ديسمبر Back to December"                                          | 6                                    | 19                                   | 26                                   | 7                                    | —                                    | —                                    | 24                                   | —                                    | —                                    | —                                    | انطق الآن      |  |

### الأغاني المنفردة التسويقية
| السنة | الأغنية                                      | ذروة المواقع في مراكز سباقات الأغاني | ذروة المواقع في مراكز سباقات الأغاني | ذروة المواقع في مراكز سباقات الأغاني | ذروة المواقع في مراكز سباقات الأغاني | ذروة المواقع في مراكز سباقات الأغاني | ذروة المواقع في مراكز سباقات الأغاني | ذروة المواقع في مراكز سباقات الأغاني | الألبوم              |  |
| السنة | الأغنية                                      | [ 5 ]                                | الكاونتري                            | [ 9 ]                                | [ 19 ]                               | [ 21 ]                               | [ 11 ]                               | [ 12 ]                               | الألبوم              |  |
| ----- | -------------------------------------------- | ------------------------------------ | ------------------------------------ | ------------------------------------ | ------------------------------------ | ------------------------------------ | ------------------------------------ | ------------------------------------ | -------------------- |  |
| 2008  | "أنا أحب؟ I Heart ?"                         | —                                    | —                                    | —                                    | —                                    | —                                    | —                                    | —                                    | عيون جميلة           |  |
| 2008  | "تغير Change"                                | 10                                   | 57                                   | —                                    | —                                    | —                                    | —                                    | —                                    | جريئة                |  |
| 2008  | "تنفس Breathe" (مع كولبي كايلات)             | 87                                   | —                                    | —                                    | —                                    | —                                    | —                                    | —                                    | جريئة                |  |
| 2008  | "أنت لست آسفاً You're Not Sorry"              | 11                                   | —                                    | —                                    | 11                                   | —                                    | —                                    | —                                    | جريئة                |  |
| 2009  | "أكثر جنوناً Crazier"                         | 17                                   | —                                    | 64                                   | 67                                   | —                                    | —                                    | 100                                  | هانا مونتانا: الفيلم |  |
| 2009  | "فتاة أمريكية American Girl"                 | 115                                  | —                                    | —                                    | —                                    | —                                    | —                                    | —                                    | لم تضمن في أي ألبوم  |  |
| 2010  | "اليوم كان قصة خيالية Today Was a Fairytale" | 2                                    | 41                                   | 3                                    | 1                                    | 41                                   | 29                                   | 57                                   | عيد الحب             |  |
| 2010  | "انطق الآن Speak Now"                        | 8                                    | 58                                   | 20                                   | 8                                    | —                                    | 34                                   | —                                    | انطق الآن            |  |
| 2010  | "لئيم Mean"                                  | 11                                   | 55                                   | 45                                   | 10                                   | —                                    | —                                    | —                                    | انطق الآن            |  |

### شهادات الأغاني
| الأغنية                                                                 | الشهادات            | الشهادات            | الشهادات         |
| الأغنية                                                                 | الولايات المتحدة    | أستراليا            | نيوزيلندة        |
| ----------------------------------------------------------------------- | ------------------- | ------------------- | ---------------- |
| "تيم مغراو Tim McGraw"                                                  | أسطوانة بلاتينية    |                     |                  |
| "قطرات دمع على قيثارتي Teardrops on My Guitar"                          | ×2 أسطوانة بلاتينية |                     |                  |
| "أغنيتنا Our Song"                                                      | ×2 أسطوانة بلاتينية |                     |                  |
| "صورة للحرق Picture to Burn"                                            | أسطوانة بلاتينية    |                     |                  |
| "كان يجب أن أقول لا Should've Said No"                                  | أسطوانة بلاتينية    |                     |                  |
| "قصة حب Love Story"                                                     | 4× أسطوانة بلاتينية | ×3 أسطوانة بلاتينية | أسطوانة بلاتينية |
| "حصان أبيض White Horse"                                                 | أسطوانة بلاتينية    |                     |                  |
| "مكانك معي You Belong with Me"                                          | ×2 أسطوانة بلاتينية | ×2 أسطوانة بلاتينية | أسطوانة بلاتينية |
| "أنت لست آسفاً You're Not Sorry"                                         | أسطوانة ذهبية       |                     |                  |
| "جريئة Fearless"                                                        | أسطوانة ذهبية       |                     |                  |
| "أنا أتصرف على طبيعتي فقط عندما أكون معك I'm Only Me When I'm With You" | أسطوانة ذهبية       |                     |                  |
| "اثنان أفضل من واحد Two Is Better Than One"(مع بويز لايك غيرلز)         | أسطوانة بلاتينية    |                     |                  |
| "اليوم كان قصة خيالية Today Was a Fairytale"                            | أسطوانة بلاتينية    | أسطوانة بلاتينية    |                  |
| "مُلكي Mine"                                                             |                     | أسطوانة ذهبية       |                  |

## الفيديو كليبات
| السنة | العنوان                                                                 | المخرج (ون)              |
| ----- | ----------------------------------------------------------------------- | ------------------------ |
| 2006  | "تيم مغراو Tim McGraw"                                                  | تراي فانجوي              |
| 2007  | "قطرات دمع على قيثارتي Teardrops on My Guitar"                          | تراي فانجوي              |
| 2007  | "أغنيتنا Our Song"                                                      | تراي فانجوي              |
| 2008  | "أنا أتصرف على طبيعتي فقط عندما أكون معك I'm Only Me When I'm with You" | تايلور سويفت             |
| 2008  | "صورة للحرق Picture to Burn"                                            | تراي فانجوي              |
| 2008  | "عيون جميلة Beautiful Eyes"                                             | غير معروف                |
| 2008  | "تغير Change"                                                           | شاون روبينز              |
| 2008  | "قصة حب Love Story"                                                     | تراي فانجوي              |
| 2009  | "حصان أبيض White Horse"                                                 | تراي فانجوي              |
| 2009  | "أكثر جنوناً Crazier"                                                    | بيتر تشيلسوم             |
| 2009  | "اليوم الأفضل The Best Day"                                             | تايلور سويفت             |
| 2009  | "مكانك معي You Belong with Me"                                          | رومان وايت               |
| 2009  | "الخامسة عشر Fifteen"                                                   | رومان وايت               |
| 2010  | "جريئة Fearless"                                                        | تود كاسيتي               |
| 2010  | "مُلكي Mine"                                                             | رومان وايت، تايلور سويفت |

## وصلات خارجية
- الموقع الرسمي لتايلور سويفت